# Crazy Beat
"Crazy Beat" é uma canção escrita por Damon Albarn, Alex James e Dave Rowntree, gravada pela banda Blur.
É o segundo single do sétimo álbum de estúdio lançado a 5 de Maio de 2003, Think Tank.

## Paradas
| Paradas (2003)                     | Posições |
| ---------------------------------- | -------- |
| Reino Unido - UK Singles Chart     | 18       |
| Suécia - Sverigetopplistan         | 20       |
| Canadá - Canadian Singles Chart    | 30       |
| Estados Unidos - Alternative Songs | 22       |